# 南杏子 (声優)
南 杏子（みなみ きょうこ、1962年12月14日 - ）は、日本の女性声優。東京都出身。

## 人物
かつてはぷろだくしょんバオバブに所属していた。
陽性の元気な女の子役で知られるが、男の子役も多い。
資格は普通自動車免許。特技はジャズダンス、和太鼓。

## 出演

### テレビアニメ
1988年
- それいけ!アンパンマン（こゆきちゃん〈初代〉、ゆでたまごちゃん〈初代〉、カッパちゃん〈2代目〉）
- ハーイあっこです（ヒナコ）
- ホワッツマイケル（朝丘山雪路子）

1989年
- アイドル伝説えり子（ギャル1、女性客B）
- ジャングルブック・少年モーグリ（1989年 - 1990年、バルゥ〈子供〉、荷車の少年）
- 獣神ライガー（女学生、妹）
- たいむとらぶるトンデケマン!（女性A)
- 魔動王グランゾート（子供、老女）

1990年
- アイドル天使ようこそようこ（女1）
- 八百八町表裏 化粧師

1991年
- おぼっちゃまくん（女）
- 機甲警察メタルジャック（ダイ、女の子）
- ジャンケンマン（子供C）
- 絶対無敵ライジンオー（1991年 - 1992年、春野きらら、今村あきら）
- ちいさなおばけアッチ・コッチ・ソッチ（ケンジ）
- ちびまる子ちゃん（一年生達、女の子）
- 魔法のプリンセス ミンキーモモ 夢を抱きしめて（レッド）

1992年
- コボちゃん（野原サトシ）
- 伝説の勇者ダ・ガーン（生徒B）
- ママは小学4年生（母親2）
- ヤダモン（1992年 - 1993年、ハンナ、ジム、ウサギパン、ミール）

1993年
- クッキングパパ（野辺ミドリ）
- 若草物語 ナンとジョー先生（テディ・ベア）

1994年
- 白雪姫の伝説（クック、マシュー、希望の妖精 他）
- 魔法陣グルグル（受付嬢）

1995年
- バーチャファイター（シャルロット）
- ママはぽよぽよザウルスがお好き（花園ママ）
- ロミオの青い空（ピエトロ）

1996年
- 怪傑ゾロ（シグノ、男の子）
- ガンバリスト!駿（会場アナウンス、女の子）
- 逮捕しちゃうぞ（黒田陽子）
- 名犬ラッシー（ジェイク）

1999年
- アークザラッド（アナウンサー）

2000年
- THE ビッグオー

2001年
- スクライド（婦人警官）

2003年
- キノの旅 -the Beautiful World-（女B）

### 劇場アニメ
- ドラミちゃん ミニドラSOS!!!（1989年、男の子たち）
- ヘヴィ（1990年）
- ガンバとカワウソの冒険（1991年、ナギサ[6]）
- 冬休みだ。全員集合!（2002年、楽太郎）

### OVA
- トップをねらえ!（1988年 - 1989年、クラスメイトΣ、オペレーター女2、女子トップΓ）
- 超人ロック 〜ロードレオン〜（1989年、ジョグの孫）
- ドラゴンナイト（1991年、シーラ）
- 永遠のフィレーナ（1992年、ネスト〈子供〉）
- 絶対無敵ライジンオー 初恋大作戦!（1992年、春野きらら[7]、今村あきら[8]）
- 絶対無敵ライジンオー 陽昇城からくり夢日記（1992年、春野きらら[9]、今村あきら[8]）
- 電影少女 -VIDEO GIRL AI-（1992年、女子生徒）
- 万能文化猫娘（1992年）
- あなたが振り返るとき（1993年、里加子）
- 絶対無敵ライジンオー みんなが地球防衛組（1993年、春野きらら[10]、今村あきら[8]）
- 覇王大系リューナイト アデュー・レジェンド（1994年、リス）

### ゲーム
- テラ ファンタスティカ（1996年、ジニー）
- クレイマン・クレイマン2 〜スカルモンキーのぎゃくしゅう〜（1998年、ハムスター）
- ぷよぷよ〜ん（1999年、チコ）

### ドラマCD
- 絶対無敵ライジンオーシリーズ
  - 絶対無敵ライジンオー 歌う地球防衛組!（春野きらら、今村あきら）
  - 絶対無敵ライジンオーIV 地球防衛組全員出動!（春野きらら、今村あきら、仁の母）
  - 絶対無敵ライジンオーV ドラマCDスペシャル 絶対無敵の玉手箱（トウトウココマデヤッチマッタ）（春野きらら、今村あきら）
  - 絶対無敵ライジンオー ドラ1（春野きらら、今村あきら、仁の母）
  - 絶対爆発ライジンオー対ガンバルガー（非売品）（春野きらら）
- ドラゴン騎士団（リングリース）
- 魔神英雄伝ワタル4 CDシネマ5「創界山パラダイス」（ワタルの母）

### 吹き替え

#### 映画
- 再会の街/ブライトライツ・ビッグシティ ※TBS版
- スペシャリスト
- ナショナル・ランプーン/クリスマス・バケーション（オードリー・グリスウォルド〈ジュリエット・ルイス〉）
- バッドボーイズ ※フジテレビ版
- 薔薇の眠り（ジェニファー〈ルイズ・イオネット〉）

#### ドラマ
- 新スタートレック #64「アンドロイドの目覚め」（ラル〈ハリー・トッド〉）

#### アニメ
- アラジン（ヤニ）
- マジック・スクール・バス